# Stenodictyon wrightii
Stenodictyon wrightii là một loài Rêu trong họ Hookeriaceae. Loài này được (Sull. & Lesq.) Crosby mô tả khoa học đầu tiên năm 1976.